# Butch Brickell
William "Butch" Brickell, född den 18 april 1957 i Miami, Florida, USA, död den 13 oktober 2003 i Miami, var en amerikansk racerförare och stuntman. Han är fjärde generationens avkomma till Miamis grundare William Brickell.

## Racingkarriär
Efter att ha varit stuntman i Hollywoodfilmer deltog Brickell i det allra första loppet i Indy Racing League på Disney World 1996. Dock kraschade Brickell under fri träning och skadade nacken. På grund av detta missade Brickell resten av säsongen, och lade ned sin Indy-karriär. Senare kom han att ställa upp i sportvagnstävlingar med begränsad framgång. Efter att ha avslutat sin racingkarriär insjuknade Brickell i en okänd sjukdom, och han avled vid 46 års ålder hösten 2003.